# Periodo Inicial

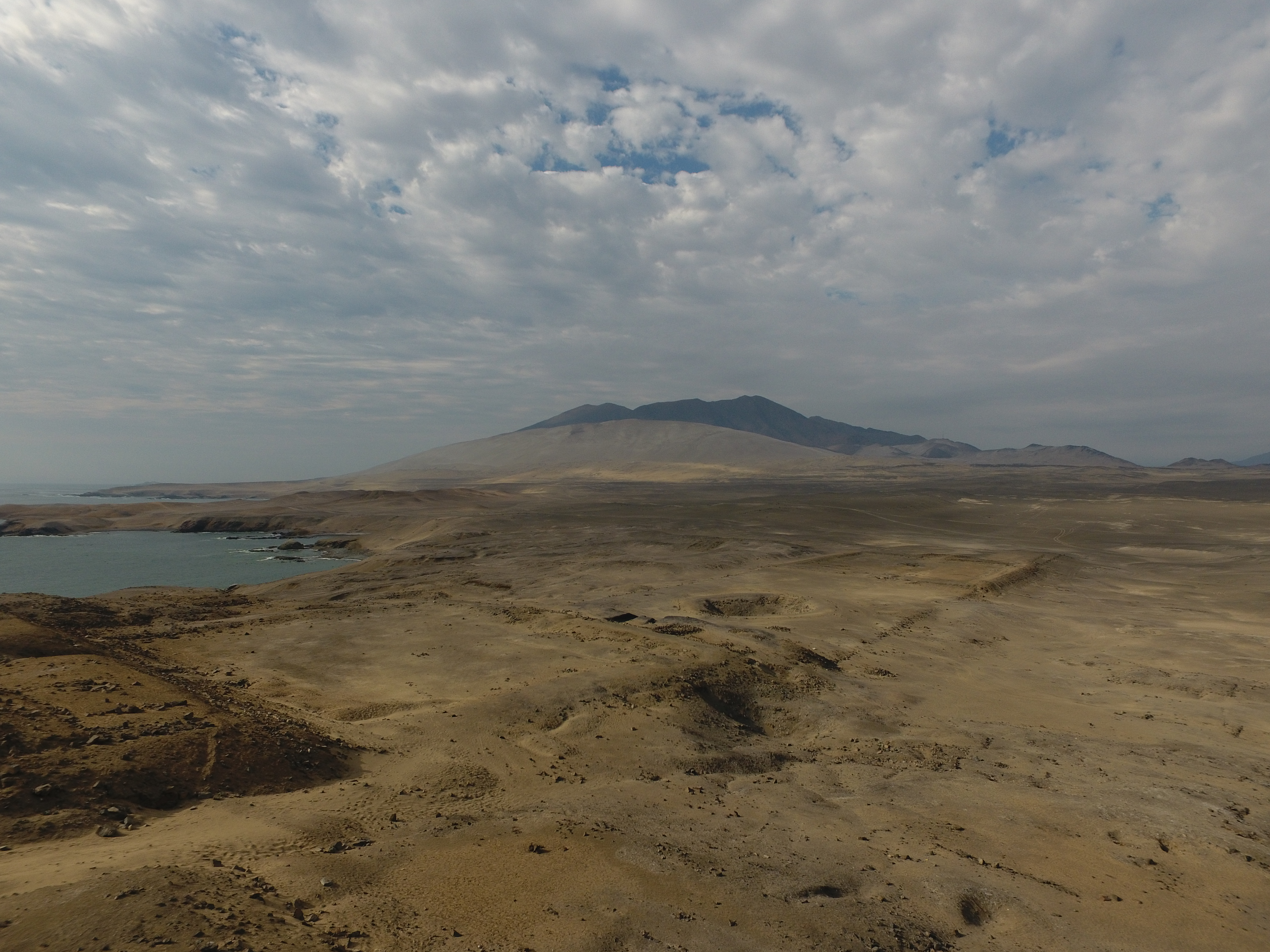
Pirámide de Las Haldas, ubicada en un entorno desértico costero.

En la cronología de las civilizaciones andinas, el periodo Inicial es el rango temporal entre la adopción de la cerámica y el surgimiento de la cultura Chavín, que da inicio al Horizonte Temprano.  Durante esta etapa se produce grandes cambios y surge la institución más importante del mundo andino, el ayllu, aparece como la organización de la comunidad de campesinos basada en vínculos de parentesco y en la propiedad común sobre la tierra, la cual era cultivada mediante el trabajo colectivo.  Entre los cambios tecnológicos destacan el desarrollo de la hidráulica, la construcción de templos en forma de "U", el cultivo intensivo del maíz y la realización de grandes construcciones arquitectónicas.

## Yacimientos arqueológicos
| Grupo humano               | Grupo humano               | Ubicación                | Ubicación    | Antigüedad | Descubridor (es)                       | Características                                                                                      | Importancia                             |
| -------------------------- | -------------------------- | ------------------------ | ------------ | ---------- | -------------------------------------- | --- | --------------------------------------- |
| Grupo humano               | Grupo humano               | Zona                     | Departamento | Antigüedad | Descubridor (es)                       | Características                                                                                      | Importancia                             |
| Tutishcainyo               | Tutishcainyo               | Cuenca del Ucayali       | Ucayali      | 2000 a. C. | -                                      | - | Primera cerámica del Perú               |
| Kotosh                     | Wairajirca                 | Valle de Higueras        | Huánuco      | 1800 a. C. | -                                      | - | Primera cerámica de la sierra del Perú  |
| Pampa de las Llamas-Moxeke | Pampa de las Llamas-Moxeke | Valle de Casma           | Áncash       | -          | -                                      | Plataformas piramidales. Muestras de cerámica. Cultivos de papa, yuca, camote.                       | -                                       |
| Sechín                     | Sechín Alto                | Valle de Casma           | Áncash       | -          | Julio C. Tello, Arturo Jiménez Borja   | Plataformas piramidales, patio subterráneo. 400 esculturas monolíticas.                              | -                                       |
| Kuntur Wasi                | Kuntur Wasi                | Cerro La Copa            | Cajamarca    | -          | -                                      | Plataforma piramidal. Monolítos antropomorfos. Muestras de cerámica. Pectorales de oro (orfebrería). | -                                       |
| Pacopampa                  | Pacopampa                  | Chota                    | Cajamarca    | -          | -                                      | - | -                                       |
| Chongoyape                 | Chongoyape                 | Chiclayo                 | Lambayeque   | -          | -                                      | Orfebrería                                                                                           | -                                       |
| Garagay                    | Garagay                    | valle del Rímac          | Lima         | -          | -                                      | - | -                                       |
| Huacaloma                  | Huacaloma                  | Cuenca de Crisnejo       | Cajamarca    | -          | -                                      | Plataformas rectagulares.                                                                            | -                                       |
| Cardal                     | Cardal                     | Valle de Lurín           | Lima         | -          | -                                      | Complejo en forma U con ingreso al recinto en forma de boca de felino con colmillos.                 | -                                       |
| Chiripa                    | Chiripa                    | Cuenca del lago Titicaca | La Paz       | 1300 a. C. | -                                      | Trompetas, entre los instrumentos musicales más antiguos de los Andes. Tejidos con totora. Cerámica. | -                                       |
| Huaca Lucía                | Huaca Lucía                | Valle de La Leche        | Lambayeque   | -          | -                                      | - | -                                       |
| Purulén                    | Purulén                    | Valle de Zaña            | Lambayeque   | -          | -                                      | - | -                                       |
| Limoncarro                 | Limoncarro                 | Valle de Jequetepeque    | La Libertad  | -          | -                                      | - | -                                       |
| Huaca Prieta               | Huaca Prieta               | Valle de Chicama         | La Libertad  | -          | -                                      | - | -                                       |
| Caballo Muerto             | Caballo Muerto             | Valle de Moche           | La Libertad  | -          | -                                      | - | -                                       |
| Herederos Chica            | Herederos Chica            | Valle de Moche           | La Libertad  | -          | -                                      | - | -                                       |
| Salinas de Chao            | Salinas de Chao            | Valle de Chao            | La Libertad  | -          | -                                      | - | -                                       |
| Cerro Obrero               | Cerro Obrero               | Valle de Santa           | Áncash       | -          | -                                      | - | -                                       |
| Cerro Blanco               | Cerro Blanco               | Valle de Nepeña          | Áncash       | -          | -                                      | - | -                                       |
| Sechín                     | Cerro Sechín               | Valle de Casma           | Áncash       | 1900 a. C. | -                                      | - | -                                       |
| Tortugas                   | Tortugas                   | Valle de Casma           | Áncash       | -          | -                                      | - | -                                       |
| San Felipe                 | San Felipe                 | Valle de Casma           | Áncash       | -          | -                                      | - | -                                       |
| Sechín                     | Sechín Bajo                | Valle de Casma           | Áncash       | -          | Peter R. Fuchs, Renate Patzschke       | - | -                                       |
| Taucachi-Konkan            | Taucachi-Konkan            | Valle de Casma           | Áncash       | -          | -                                      | - | -                                       |
| Huerequeque                | Huerequeque                | Valle de Casma           | Áncash       | -          | -                                      | - | -                                       |
| Pallka                     | Pallka                     | Valle de Casma           | Áncash       | -          | -                                      | - | -                                       |
| Chanquillo                 | Chanquillo                 | Valle de Casma           | Áncash       | -          | -                                      | - | Primer santuario astronómico de América |
| Las Haldas                 | Las Haldas                 | Valle de Casma           | Áncash       | -          | Rosa Fung Pineda                       | - | -                                       |
| Huaca La Florida           | Huaca La Florida           | Valle de Rímac           | Lima         | -          | -                                      | - | -                                       |
| El Paraíso o Chuquitanta   | El Paraíso o Chuquitanta   | Valle de Chillón         | Callao       | 1800 a. C. | Frederic Engel                         | Complejo administrativo-ceremonial.                                                                  | -                                       |
| Huacoy                     | Huacoy                     | Valle de Chillón         | Lima         | -          | -                                      | - | -                                       |
| Mina Perdida               | Mina Perdida               | -                        | Lima         | -          | -                                      | - | -                                       |
| Manchay Bajo               | Manchay Bajo               | -                        | Lima         | -          | -                                      | - | -                                       |
| Campanayuq Rumi            | Campanayuq Rumi            | Vilcashuamán             | Ayacucho     | 1500 a. C. | Yuri Cavero Palomino, Yuichi Matsumoto | - | -                                       |